# District de Segré
Le district de Segré est une ancienne division territoriale française du département de Maine-et-Loire de 1790 à 1795, nommé initialement Mayenne-et-Loire en 1790 et 1791.
Il était composé des cantons de Segré, Bouillé Ménard, Candé, Challain, Combrée, Ferrière, Lion d'Angers, Pouancé, Saint Martin du Bois et Vern.

## Les autres districts de Maine-et-Loire
- District d'Angers
- District de Baugé
- District de Châteauneuf
- District de Cholet
- District de Saint-Florent
- District de Saumur
- District de Vihiers